# Dziuchów
Dziuchów – wieś w Polsce położona w województwie lubelskim, w powiecie lubelskim, w gminie Niemce.
W latach 1975–1998 miejscowość administracyjnie należała do  województwa lubelskiego.
Wieś stanowi sołectwo gminy Niemce. Według Narodowego Spisu Powszechnego z roku 2011 wieś liczyła 110 mieszkańców.
Wierni Kościoła rzymskokatolickiego należą do parafii Wniebowzięcia Najświętszej Maryi Panny w Bystrzycy.